# L'Académie des neuf
L'Académie des neuf (aussi typographié « L'Académie des 9 ») est un jeu télévisé français diffusé sur Antenne 2 du 13 septembre 1982 au 8 décembre 1987.
Adapté du jeu américain Hollywood Squares et produit par Harmony Gold, l'émission est présentée par Jean-Pierre Foucault puis, à son départ en 1987, par Yves Lecoq.
Une nouvelle version du jeu revient sur NRJ 12 le 24 août 2015, produit alors  par Shine France et animé par Benjamin Castaldi, mais est annulée quelques mois après, faute d’audience, le 15 novembre 2015.

## Historique

### Première version
À la demande de Pierre Lescure et Pierre Desgraupes, qui souhaitaient diffuser sur Antenne 2 un jeu à panel dans la veine des Jeux de 20 heures, le producteur Jacques Antoine propose L'Académie des neuf, une adaptation du jeu américain Hollywood Squares dont le pilote a été diffusé le 21 avril 1965 sur CBS, avant de devenir régulier à partir du 17 octobre 1966 sur NBC.
Jacques Antoine n'a jamais acheté le concept aux Américains, estimant n'avoir repris que le décor d'Hollywood Squares, et que la mécanique était celle du Francophonissime, un jeu qu'il avait lui-même inventé quelques années plus tôt. Pour les versions suivantes, le format sera acheté auprès de CBS Television.
L'émission est présentée par Jean-Pierre Foucault du 13 septembre 1982 au 6 juillet 1987 puis par Yves Lecoq du 7 juillet au 8 décembre 1987.
Le titre français est un jeu de mots avec « l'Académie des Vins », un cabaret d'après-guerre qui a notamment vu débuter l'acteur Jean Yanne et l'expression « Europe des Neuf ». La diffusion française dura jusqu’au 3536e épisode.[réf. nécessaire]
Le générique de l'émission est composé par Gabriel Yared (célèbre pour ses musiques de films) et Olivier Bloch-Lainé.
Le réalisateur de l'émission était Georges Barrier. Deux autres réalisateurs y ont participé également : Roger Pradines et Jean-Pierre Spiero.[réf. nécessaire]
Depuis le 5 octobre 2015, l'émission d'Antenne 2 est rediffusée sur la chaîne Melody. Par ailleurs, elle n'est presque jamais rediffusée au sein des bêtisiers ou des émissions d'archives, en raison de l'opposition du réalisateur Georges Barrier.[réf. nécessaire]

### Nouvelle version
Le 24 août 2015, une nouvelle version de l'émission, animée par Benjamin Castaldi, revient sur la chaîne NRJ 12. Quotidienne en août-septembre, elle devient hebdomadaire (le samedi) à partir d'octobre. Elle est cependant annulée, faute d'audiences, à la fin du mois. La dernière diffusion est le dimanche 15 novembre 2015.

## Principe de l'émission

### Première version

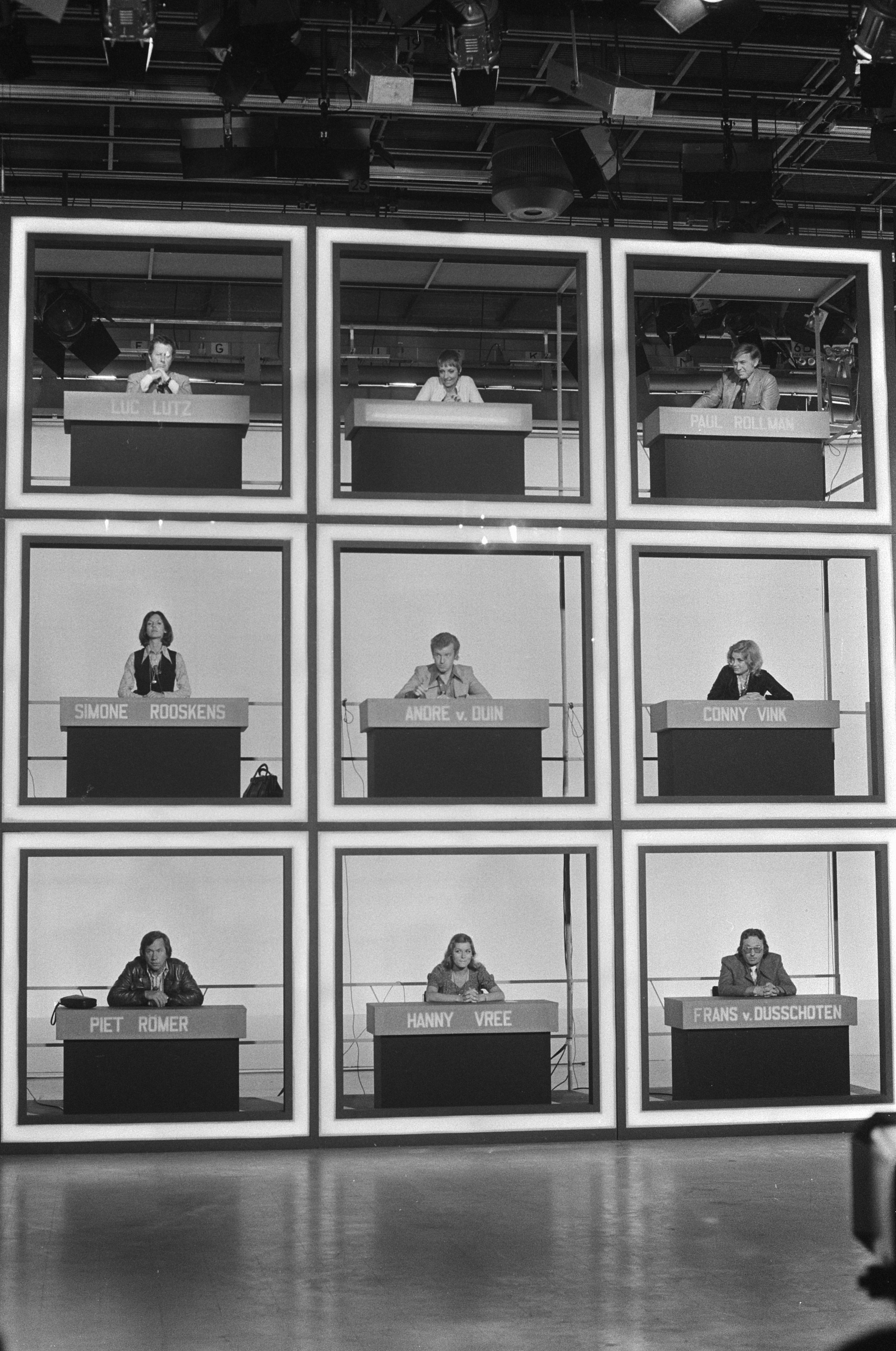
Version néerlandaise du jeu, avec un dispositif similaire.

Lors de L'Académie des neuf, neuf personnalités sont invitées et réparties dans les neuf cases du décor, sur trois étages. Deux candidats s'affrontent selon le principe du jeu de morpion : le premier candidat choisit une case avec un invité à l'intérieur, celui-ci doit répondre à une question posée par l'animateur. En cas de bonne réponse, la case de l'invité est marquée d'une croix ou d'un rond et l'autre candidat doit à son tour choisir une autre case jusqu'à ce que l'un des candidats réussisse à faire une ligne de ronds ou de croix.
La case centrale (case E) était réservée à l'invité d'honneur de la semaine (généralement un chanteur/groupe). Il participe donc à toutes les émissions de la semaine et chante chaque jour une nouvelle chanson ainsi qu'un autre chanteur/groupe qui lui varie quotidiennement. Initialement, c'était la case H qui était réservée, car elle permettait à l'invité de (faire semblant de) se déplacer chaque jour vers le plateau dédié aux chansons.
Du lundi au jeudi, l'émission s'ouvre par les 9 cases (jeux du morpion à proprement parler) puis le dernier des 9 (une mauvaise réponse élimine un académicien et sa case s'éteint jusqu'à ce qu'il ne reste qu'un académicien) et enfin les 9 à la côte (le candidat peut multiplier ses gains d'A2 par un nombre selon l'académicien choisis), 
La monnaie factice en cours dans la première version de l'émission était le « A2 » (abréviation de la chaîne Antenne 2). Lors de l'émission du vendredi, les quatre candidats de la semaine pouvaient dépenser leurs points « A2 » en achetant aux enchères des cadeaux lors de la séquence les enchères des 9, dont seules les anagrammes étaient connues.
L'émission changea cependant radicalement de formule à la rentrée 1986. Désormais, l'émission débute par l'académie des blagues (chaque académicien raconte une blague) puis l'académie des trucs (les académiciens doivent deviner un dessin en cours de création avec l'aide de Jacques Chaussard qui répond à leurs questions) et enfin l'académie des colles. D'autres rubriques comme le jeu du massacre (équivalent du dernier des 9), devinez mon secret, les 3 cercles ou devinez mon métier fond également leur apparition... Les académiciens utilisent également un système de boules lorsqu'ils votent ou ne trouvent pas la bonne réponse.
Parmi les candidats, la comédienne Valérie Lemercier y fit une apparition les 20, 21 et 22 octobre 1982, n'étant pas encore connue à l'époque et utilisant son deuxième prénom Marie.[réf. souhaitée]
En 1986, fut publié Le Dictionnaire drôle de l'Académie des 9 chez RMC Édition  (ISBN 2868550215).

### Nouvelle version
Le principe général de la nouvelle Académie des neuf est le même que dans l'ancienne version : deux candidats s'affrontent selon le principe du jeu de morpion et des questions posées à neuf personnalités. L'objectif est d'accumuler un maximum de gains pendant quatre manches (€200, €300, €500, €1,000) pour se qualifier en finale.[réf. souhaitée]

#### Mort subite
En cas d'égalité après quatre manches, la cinquième manche s'appelle la mort subite. L'animateur doit poser la question, lorsqu'un candidat doit décider de prendre ou laisser la main à l'adversaire et de choisir un des neuf personnalités. Si le candidat a la bonne réponse, il accède en finale ou si le candidat a la mauvaise réponse, l'adversaire va en finale.[réf. souhaitée]

#### Finale
Le candidat finaliste dispose de 45 secondes pour répondre à des questions en donnant au moins 9 bonnes réponses sur un thème choisi. S'il réussit, il remporte un grand voyage et les gains mais s'il échoue, il ne remporte que les gains.[réf. souhaitée]

## Autres adaptations françaises
Diverses déclinaisons du jeu ont été diffusées sur d'autres chaînes : 
- Entre 1998 et 2000, Le Kadox, présentée par Alexandre Debanne sur France 3.
- Entre 2009 et 2010, La Porte ouverte à toutes les fenêtres, présentée par Cyril Hanouna sur France 4.